# Bucorvus
Bucorvus Lesson, 1830 è un genere di uccelli bucerotiformi, unico genere della famiglia Bucorvidae, in passato considerata una sottofamiglia, Bucorvinae, della famiglia Bucerotidae. Comprende due specie note come bucorvi o anche bucorax e bucorace

## Descrizione
L'aspetto dei bucorvi è piuttosto impressionante: con un corpo ricoperto di piume nere, pesante fino a cinque chilogrammi e con una lunghezza che arriva al metro, questi uccelli percorrono le savane sulle lunghe zampe, tenendo ripiegate le ali. La testa di questi uccelli contribuisce notevolmente ad accrescere il loro aspetto "strano": dotato di un lungo becco, anch'esso nero, adatto per catturare piccoli animali quali vermi e lucertole, il capo è in gran parte ricoperto da pelle glabra, che nel bucorvo d'Abissinia tende a colorarsi di blu-nerastro, mentre nel bucorvo di Leadbeater si accende di un rosso vivo. Il cranio è anche dotato di una cresta che spunta da sopra il becco, curvandosi bruscamente. La loro apertura alare è ragguardevole (circa 60 centimetri).

## Biologia
I bucorvi non sono per nulla inetti al volo, anche se preferiscono trascorrere sul terreno arido le giornate a caccia di piccole prede. In volo si possono notare le macchie bianche sulle remiganti primarie. Molto spesso i bucorvi sono visti procedere in coppie o piccoli gruppi, insieme ad esemplari giovani, intenti alla ricerca di cibo. Questi animali volano solo se disturbati o se l'erba è particolarmente alta. 

### Alimentazione
La loro dieta comprende piccoli animali, tra cui tartarughe, lucertole, anfibi, mammiferi, uccelli, ragni e insetti, ma anche carogne e alcuni frutti e semi trovati sul terreno. Anche i nidi vengono costruiti sul terreno, e sono spesso preda degli uomini, che in tempi recenti hanno contribuito seriamente a danneggiare le specie. In particolare, il bucorvo di Leadbeater ha drasticamente ridotto la sua distribuzione in Sudafrica e Zimbabwe. 

### Riproduzione

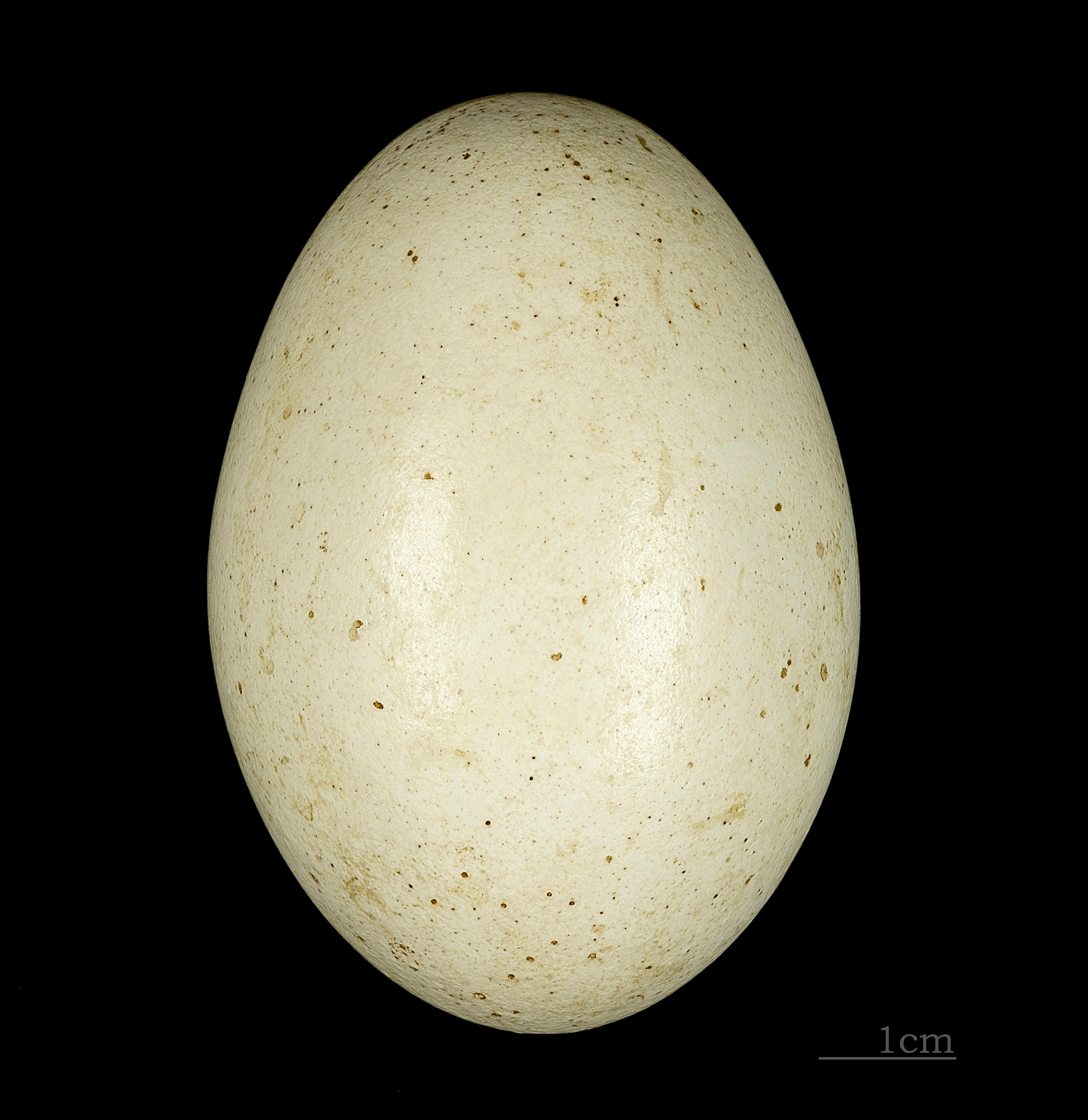
Bucorvus abyssinicus

Questo uccello vive in gruppi, che mostrano una spiccata territorialità ma non di rado partecipano collettivamente alla nidificazione. Le uova sono bianche con screziature e, generalmente, non depone più di due uova alla volta; il periodo prima della schiusa dura per quasi tre mesi, con un'incubazione di 37-43 giorni. Sembra che il bucorvo di Leadbeater non nidifichi ogni anno, e che curi un solo piccolo alla volta.

## Tassonomia
Il genere Bucorvus comprende due specie: 
- Bucorvus abyssinicus  (Boddaert, 1783) - bucorvo d'Abissinia (conosciuto anche come bucorvo del Nord e abbagumbà)
- Bucorvus leadbeateri (Vigors, 1825) - bucorvo di Leadbeater (conosciuto anche come bucorvo cafro)

## Distribuzione e habitat
I bucorvi sono endemici dell'Africa subsahariana. Il bucorvo d'Abissinia abita una regione compresa tra il Senegal e l'Etiopia, mentre il bucorvo di Leadbeater si trova dal Sudafrica fino all'Africa orientale.
In strati del Miocene superiore del Marocco sono stati rinvenuti i resti della specie fossile Bucorvus brailloni, molto simile alle specie attuali. Questi reperti provano che i bucorvi un tempo abitavano anche a nord del Sahara.